# Jacob Nicolaas Joan Jantzon van Erffrenten
Jacob Nicolaas Joan Jantzon van Erffrenten, heer van Babyloniënbroek, Capelle, Hoogeveen en Briels Nieuwland (Dordrecht, 30 mei 1801 - aldaar, 14 augustus 1884) was een Nederlands politicus en kunstverzamelaar.

## Biografie
Jantzon was een lid van de familie Jantzon van Erffrenten en een zoon van burgemeester jhr. mr. Jacob Cornelis Jantzon van Erffrenten (1769-1859) en Cornelia Bongers (1765-1839). Hij trouwde in 1823 met Constantia Wilhelmina Johanna Vrijthoff (1798-1870), lid van de familie Vrijthoff, uit welk huwelijk twee kinderen geboren werden.
Jantzon was koopman en was lid van de rechtbank van Koophandel in zijn geboorteplaats. Hij werd in 1859 lid van de gemeenteraad van Dordrecht, wat hij meer dan twintig jaar zou blijven. In de periode 1853 tot 1883 (dus dertig jaar) was hij ook lid van Provinciale Staten van Zuid-Holland, en vanaf 1841 was hij lid van de ridderschap van Zuid-Holland. Hij was dijkgraaf en heemraad van verschillende waterschappen en polderbesturen; een in 1878 in Dordrecht gebouwd stoomgemaal droeg zijn naam.
Jantzon was een kunstverzamelaar en was in 1842, net als zijn vader, mede-oprichter van het Dordrechts Museum.